# Aphasmaphleps
Aphasmaphleps (лат. ) — род мух-зеленушек из семейства Dolichopodidae из подсемейства Diaphorinae. Афротропика, Мадагаскар.

## Описание
Мелкие двукрылые насекомые. От близких групп отличаются вогнутым затылком. Стилус дорзоапикальный аристоподобный. Постпедицель субтреугольный. Близкими родами являются Asyndetus и Cryptophleps.

## Классификация
Род описан в 2010 году российским диптерологом Игорем Яковлевичем Гричановым, включает четыре вида.
- Aphasmaphleps bandia Grichanov, 2010 — Ботсвана, Сенегал, Танзания
- Aphasmaphleps bickeli Capellari et Grichanov, 2012 — Мадагаскар
- Aphasmaphleps paulyi Capellari et Grichanov, 2012 — Мадагаскар
- Aphasmaphleps stuckenbergi Capellari et Grichanov, 2012 — Мадагаскар